# Pierre-Ernest Weiss

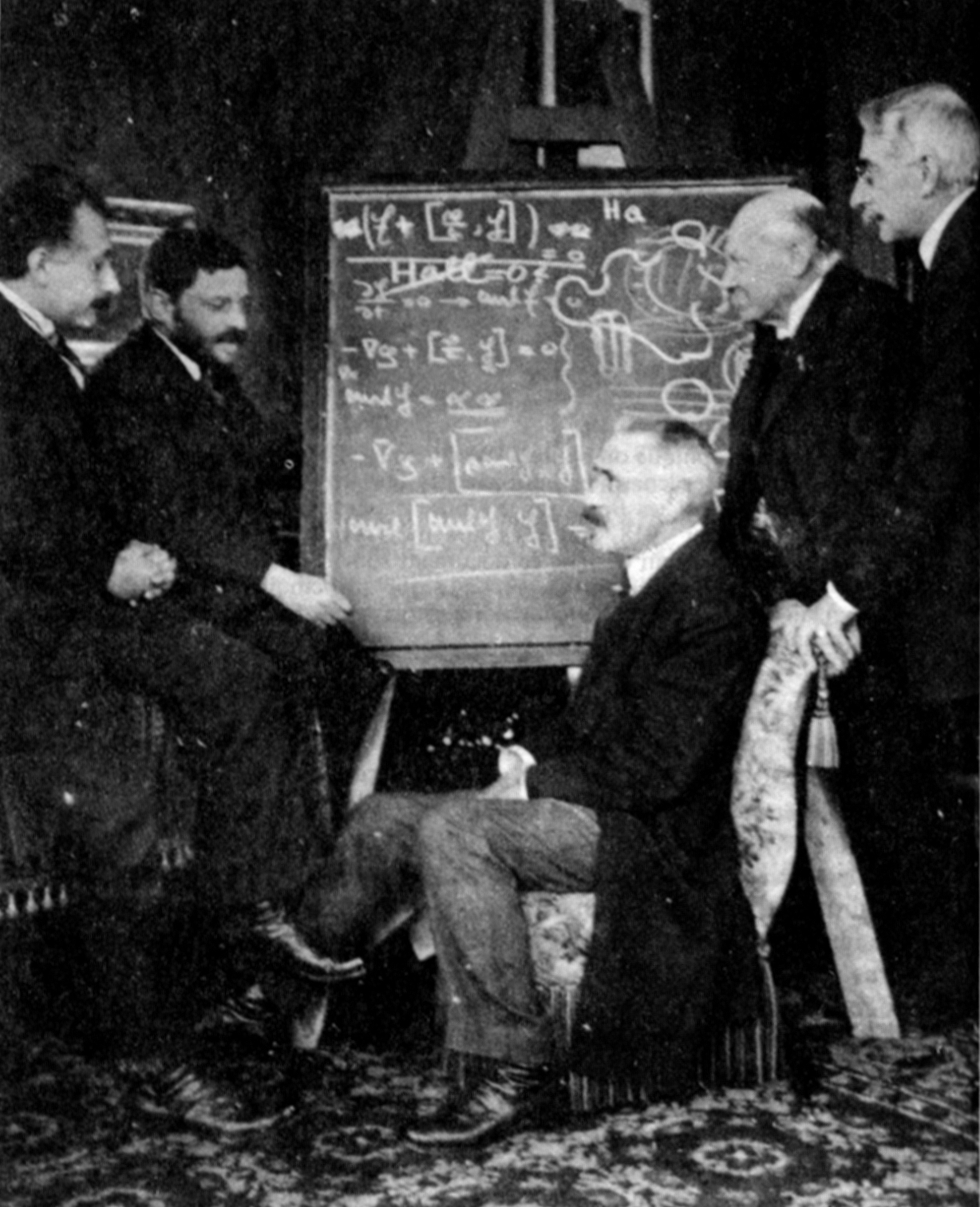
Pierre-Ernest Weiss (rechts)

Pierre-Ernest Weiss (Mülhausen, 25 maart 1865 –  Lyon, 24 oktober 1940) was een Franse natuurkundige die bekend is door de naar hem vernoemde gebieden van Weiss in magnetisch materiaal. 

## Biografie
Weiss sloot in 1887 als beste student zijn ingenieursstudie mechanica af aan de Züricher Polytechnische Hogeschool. In het daarop volgende jaar ging hij studeren aan de École Normale Supérieure te Parijs. In 1895 was hij maître de conférences aan de Universiteit van Rennes en in 1899 aan die van de Universiteit van Lyon. In 1896 promoveerde hij op een dissertatie met de titel: "Recherches sur l'aimantation de la magnétite cristallisée et de quelques alliages de fer et d'antimontine".
In 1902 werd Weiss benoemd tot hoogleraar aan de Polytechnische Hogeschool in Zürich. In zijn laboratorium aldaar deed hij onderzoek naar magnetische fenomenen, waarmee hij internationale faam verkreeg en een groot aantal bekende fysici aantrok. In 1908 was hij medeoprichter van het Zwitsers Natuurkundig Genootschap. Van 1919 tot 1940 was hij leider van het Fysisch Instituut aan de Universiteit van Straatsburg; in 1926 werd hij toegelaten tot de Parijse Academie des Sciences.

## Werk
Weiss heeft zich vooral met onderzoek van het magnetisme beziggehouden, een gebied van de natuurkunde waarvan toen nog weinig bekend was. Om het magnetisch gedrag van bepaalde stoffen te verklaren introduceerde hij in 1907 het idee van het moleculair magnetisch veld. Dit moleculair magnetisch veld ontstaat doordat atomen en moleculen onderling krachten op elkaar uitoefenen. Voor ferromagnetische stoffen nam hij aan dat, ook zonder een extern magnetisch veld, in de materialen een spontane magnetisatie optreedt in kleine gebiedjes – de gebieden van Weiss. Deze hypothese van Weiss gaf een daarmee een verklaring van de verschillende verschijnselen die bij magnetisatie optreden. Een decade later, in 1919, slaagde Heinrich Barkhausen erin om het bestaan van de gebieden van Weiss experimenteel aan te tonen.
Met zijn vriend, de Nederlandse fysicus Heike Kamerlingh Onnes deed Weiss onderzoek naar magnetisme bij zeer lage temperaturen. In 1926 werd (in samenwerking met Gabriel Foëx) zijn belangrijkste werk gepubliceerd: Le magnétisme.